# Núria Vilarrubla i Garcia
Núria Vilarrubla Garcia (la Seu d'Urgell, Alt Urgell, 9 de març de 1992) és una piragüista olímpica catalana especialitzada en eslàlom d'aigües braves.
Membre del Club Cadí Canoë-Kayak, va començar a competir internacionalment l'any 2009. En categoria sub-23, va assolir dos campionat d'Europa (K1 i C1 per equips) i dos campionats del Món (C1 i C1 per equips). En categoria absoluta, va especialitzar-se en la modalitat C1 i C1 per equips, aconseguint una medalla d'argent i una de bronze als Campionats del Món i sis medalles, dues d'or, una d'argent i tres de bronze, als Campionats d'Europa. També va aconseguir triomfs a diverses proves de la Copa del Món i va competir als Jocs Olímpics de Tokio 2020.

## Palmarès
- 1 medalla d'argent als Campionats del Món en C1 per equips: 2019
- 1 medalla de bronze als Campionats del Món en C1: 2015
- 1 medalla d'or als Campionats d'Europa en C1 per equips: 2015
- 1 medalla d'or als Campionats d'Europa en C1: 2016
- 1 medalla d'argent als Campionats d'Europa en C1: 2019
- 2 medalles de bronze als Campionats d'Europa en C1: 2013, 2015
- 1 medalla de bronze als Campionats d'Europa en C1 per equips: 2018